# The Graham Norton Show/Episodenliste
Die Graham Norton Show ist eine britische Talkshow von und mit dem irischen Komiker Graham Norton. Das Format startete am 22. Februar 2007 auf dem britischen Fernsehsender BBC Two und wechselte am 5. Oktober 2009 nach fünf Staffeln auf das „erste Programm“ der British Broadcasting Corporation, den Fernsehsender BBC One.
Bis zum 16. Dezember 2022 wurden bislang 495 Folgen in insgesamt 30 Staffeln ausgestrahlt.

## Staffelüberblick
| Staffel | Staffel | Folgen | Erstausstrahlung   | Erstausstrahlung  | Erstausstrahlung |
| Staffel | Staffel | Folgen | Staffelpremiere    | Staffelfinale     | Sender           |
| ------- | ------- | ------ | ------------------ | ----------------- | ---------------- |
|         | 1       | 19     | 22. Februar 2007   | 5. Juli 2007      | BBC Two          |
|         | 2       | 13     | 11. Oktober 2007   | 3. Januar 2008    | BBC Two          |
|         | 3       | 12     | 17. April 2008     | 3. Juli 2008      | BBC Two          |
|         | 4       | 14     | 2. Oktober 2008    | 30. Dezember 2008 | BBC Two          |
|         | 5       | 12     | 5. März 2009       | 28. Mai 2009      | BBC Two          |
|         | 6       | 13     | 5. Oktober 2009    | 31. Dezember 2009 | BBC One          |
|         | 7       | 12     | 12. April 2010     | 28. Juni 2010     | BBC One          |
|         | 8       | 20     | 22. Oktober 2010   | 11. März 2011     | BBC One          |
|         | 9       | 13     | 15. April 2011     | 8. Juli 2011      | BBC One          |
|         | 10      | 21     | 21. Oktober 2011   | 16. März 2012     | BBC One          |
|         | 11      | 13     | 13. April 2012     | 6. Juli 2012      | BBC One          |
|         | 12      | 20     | 19. Oktober 2012   | 1. März 2013      | BBC One          |
|         | 13      | 14     | 5. April 2013      | 5. Juli 2013      | BBC One          |
|         | 14      | 20     | 11. Oktober 2013   | 28. Februar 2014  | BBC One          |
|         | 15      | 13     | 4. April 2014      | 27. Juni 2014     | BBC One          |
|         | 16      | 24     | 26. September 2014 | 20. März 2015     | BBC One          |
|         | 17      | 13     | 10. April 2015     | 3. Juli 2015      | BBC One          |
|         | 18      | 20     | 25. September 2015 | 19. Februar 2016  | BBC One          |
|         | 19      | 15     | 25. März 2016      | 1. Juli 2016      | BBC One          |
|         | 20      | 22     | 30. September 2016 | 3. März 2017      | BBC One          |
|         | 21      | 13     | 7. April 2017      | 30. Juni 2017     | BBC One          |
|         | 22      | 21     | 29. September 2017 | 23. Februar 2018  | BBC One          |
|         | 23      | 13     | 6. April 2018      | 29. Juni 2018     | BBC One          |
|         | 24      | 21     | 28. September 2018 | 22. Februar 2019  | BBC One          |
|         | 25      | 13     | 5. April 2019      | 28. Juni 2019     | BBC One          |
|         | 26      | 21     | 27. September 2019 | 21. Februar 2020  | BBC One          |
|         | 27      | 9      | 10. April 2020     | 5. Juni 2020      | BBC One          |
|         | 28      | 27     | 2. Oktober 2020    | 30. April 2021    | BBC One          |
|         | 29      | 23     | 24. September 2021 | 11. März 2022     | BBC One          |
|         | 30      | tba    | 30. September 2022 | tba               |                  |

## Sendungen

### Staffel 1 (2007)
| Datum              | Folge | Gesamt | Gäste                                                      |
| ------------------ | ----- | ------ | ---------------------------------------------------------- |
| Nicht ausgestrahlt | Pilot |        | Sarah Beeny und Sandi Toksvig                              |
| 22. Februar 2007   | 1     | 1      | Elijah Wood, Kim Cattrall und Heloise and the Savoir Faire |
| 1. März 2007       | 2     | 2      | Orlando Bloom und Samantha Morton                          |
| 8. März 2007       | 3     | 3      | Joan Rivers und Julian McMahon                             |
| 15. März 2007      | 4     | 4      | Jenny Eclair und Louis Walsh                               |
| 22. März 2007      | 5     | 5      | Ioan Gruffudd, Jessie Wallace und Scooch                   |
| 29. März 2007      | 6     | 6      | David Tennant, Jo Brand und The Proclaimers                |
| 12. April 2007     | 7     | 7      | Julia Sawalha, Liz Smith und Alan Bates                    |
| 19. April 2007     | 8     | 8      | Barbara Windsor und Robert Webb                            |
| 26. April 2007     | 9     | 9      | Dustin Hoffman, Lisa Hoffman und Mika                      |
| 3. Mai 2007        | 10    | 10     | Dawn French und Sarah Beeny                                |
| 10. Mai 2007       | 11    | 11     | Gérard Depardieu und Tori Amos                             |
| 17. Mai 2007       | 12    | 12     | Joan Collins, Jason Donovan und Ben’s Brother              |
| 24. Mai 2007       | 13    | 13     | Miriam Margolyes, Rupert Everett und The Zimmers           |
| 31. Mai 2007       | 14    | 14     | Matt Lucas, Andrew Lloyd Webber und Sinéad O’Connor        |
| 7. Juni 2007       | 15    | 15     | Jennifer Coolidge und Enrique Iglesias                     |
| 14. Juni 2007      | 16    | 16     | Joanna Lumley und Jon Bon Jovi                             |
| 21. Juni 2007      | 17    | 17     | Alice Cooper, Sandi Toksvig und Gareth Gates               |
| 28. Juni 2007      | 18    | 18     | Dennis Hopper, Ardal O’Hanlon und Joss Stone               |
| 5. Juli 2007       | 19    | 19     | Tyne Daly, Sharon Gless und Natalie Imbruglia              |

### Staffel 2 (2007)
| Datum             | Folge | Gesamt | Gäste                                                                               |
| ----------------- | ----- | ------ | ----------------------------------------------------------------------------------- |
| 11. Oktober 2007  | 1     | 20     | Courtney Love, Louis Walsh, Brian Capron und Katie Melua                            |
| 18. Oktober 2007  | 2     | 21     | Gabriel Byrne, Letitia Dean und The Backstreet Boys                                 |
| 25. Oktober 2007  | 3     | 22     | Melanie C, Josh Hartnett und Rufus Wainwright                                       |
| 1. November 2007  | 4     | 23     | Jackie Collins, John Russell Waters und Westlife                                    |
| 8. November 2007  | 5     | 24     | Frankie Boyle, Elle Macpherson und KT Tunstall                                      |
| 15. November 2007 | 6     | 25     | Jo Brand, Trinny Woodall, Susannah Constantine und Alison Moyet                     |
| 22. November 2007 | 7     | 26     | John Schneider, Tom Wopat, Catherine Bach und Phil Nichol                           |
| 29. November 2007 | 8     | 27     | Alan Carr, Glenn Close und Amy Macdonald                                            |
| 6. Dezember 2007  | 9     | 28     | Nigella Lawson, Marilyn Manson und Rihanna                                          |
| 13. Dezember 2007 | 10    | 29     | Sharon Osbourne, David Boreanaz, Louis Walsh und Stereophonics                      |
| 20. Dezember 2007 | 11    | 30     | Miriam Margolyes, Ashley Jensen und Mika                                            |
| 26. Dezember 2007 | 12    | 31     | Russell Brand, Lorraine Kelly, Christopher Biggins, Barbara Windsor und The Feeling |
| 6. Januar 2008    | 13    | 32     | Compilation Show                                                                    |

### Staffel 3 (2008)
| Datum          | Folge | Gesamt | Gäste                                                         |
| -------------- | ----- | ------ | ------------------------------------------------------------- |
| 17. April 2008 | 1     | 33     | Kevin Bacon, Tony Curtis und Robyn                            |
| 24. April 2008 | 2     | 34     | Martin Sheen, Ed Byrne und will.i.am with Cheryl Cole         |
| 1. Mai 2008    | 3     | 35     | Robert Wagner, Stefanie Powers, Chesney Hawkes und Sandi Thom |
| 8. Mai 2008    | 4     | 36     | Jimmy Carr und Minnie Driver                                  |
| 15. Mai 2008   | 5     | 37     | Cynthia Nixon, David Mitchell, Liz Smith und OneRepublic      |
| 22. Mai 2008   | 6     | 38     | Jackie Chan, Dawn French und Duffy                            |
| 29. Mai 2008   | 7     | 39     | Dame Edna Everage, Ray Mears und Alanis Morissette            |
| 5. Juni 2008   | 8     | 40     | Susan Sarandon, Jon Culshaw, Jodie Prenger und The Feeling    |
| 12. Juni 2008  | 9     | 41     | Gordon Ramsay, Juliette Binoche und Scouting for Girls        |
| 19. Juni 2008  | 10    | 42     | Joan Rivers, Alicia Silverstone und Freemasons                |
| 26. Juni 2008  | 11    | 43     | John Malkovich, Alan Davies und Sharleen Spiteri              |
| 3. Juli 2008   | 12    | 44     | Catherine Tate, James Nesbitt und The Kooks                   |

### Staffel 4 (2008)
| Datum             | Folge | Gesamt | Gäste                                                |
| ----------------- | ----- | ------ | ---------------------------------------------------- |
| 2. Oktober 2008   | 1     | 45     | Harry Shearer, Eddie Izzard und Travis               |
| 9. Oktober 2008   | 2     | 46     | Jennifer Saunders und Cyndi Lauper                   |
| 16. Oktober 2008  | 3     | 47     | Goldie Hawn, Sandi Toksvig und Alphabeat             |
| 23. Oktober 2008  | 4     | 48     | Ricky Gervais, Thandie Newton und Anastacia          |
| 30. Oktober 2008  | 5     | 49     | Mickey Rourke, Jessica Biel und Martha Wainwright    |
| 6. November 2008  | 6     | 50     | Karen Allen, Frank Skinner und Glasvegas             |
| 13. November 2008 | 7     | 51     | Robin Williams und Estelle                           |
| 20. November 2008 | 8     | 52     | Alan Carr und Tom Jones                              |
| 27. November 2008 | 9     | 53     | Reese Witherspoon, Paul O’Grady und The Ting Tings   |
| 4. Dezember 2008  | 10    | 54     | Barry Manilow                                        |
| 11. Dezember 2008 | 11    | 55     | Brendan Fraser, Martina Navratilova und Alesha Dixon |
| 18. Dezember 2008 | 12    | 56     | Jack Dee, Davina McCall und Razorlight               |
| 27. Dezember 2008 | 13    | 57     | Compilation Show                                     |
| 30. Dezember 2008 | 14    | 58     | Joe Swash, Michael McIntyre, Tim Minchin und Boyzone |

### Staffel 5 (2009)
| Datum          | Folge | Gesamt | Gäste                                                    |
| -------------- | ----- | ------ | -------------------------------------------------------- |
| 5. März 2009   | 1     | 59     | Sarah, Duchess of York und Ed Byrne                      |
| 12. März 2009  | 2     | 60     | Greg Kinnear und Ruth Jones                              |
| 19. März 2009  | 3     | 61     | Ronnie Corbett, Ricky Gervais und Shaun Williamson       |
| 26. März 2009  | 4     | 62     | Zac Efron, David Walliams und Pet Shop Boys              |
| 2. April 2009  | 5     | 63     | Roberto Benigni und Patsy Kensit                         |
| 16. April 2009 | 6     | 64     | Gillian Anderson, Chris Addison und Sinéad O’Connor      |
| 23. April 2009 | 7     | 65     | Katie Price, Peter André und Jimmy Carr                  |
| 30. April 2009 | 8     | 66     | Anna Friel und Matt Lucas                                |
| 7. Mai 2009    | 9     | 67     | Duncan Bannatyne, Joan Rivers und Chesney Hawkes         |
| 14. Mai 2009   | 10    | 68     | Willem Dafoe, Ashley Jensen und Lily Allen               |
| 21. Mai 2009   | 11    | 69     | Isabella Rossellini, Alistair McGowan und Juliette Lewis |
| 28. Mai 2009   | 12    | 70     | Kurt Russell und Jenny Eclair                            |

### Staffel 6 (2009)
| Datum             | Folge | Gesamt | Gäste                                                                         |
| ----------------- | ----- | ------ | ----------------------------------------------------------------------------- |
| 5. Oktober 2009   | 1     | 71     | Ricky Gervais, Ozzy und Sharon Osbourne und Olivia Newton-John                |
| 12. Oktober 2009  | 2     | 72     | Anna Paquin, David Mitchell, Robert Webb und Paolo Nutini                     |
| 19. Oktober 2009  | 3     | 73     | Katie Price, Jackie Collins und Jo Brand                                      |
| 26. Oktober 2009  | 4     | 74     | Lily Cole, Isabella Rossellini, Sue Perkins und Michael Bublé                 |
| 2. November 2009  | 5     | 75     | Katherine Jenkins, Rob Brydon und Harry Connick Jr.                           |
| 9. November 2009  | 6     | 76     | David Tennant, Johnny Vegas und Alison Moyet                                  |
| 16. November 2009 | 7     | 77     | Michael Palin, Dawn French und Rod Stewart                                    |
| 23. November 2009 | 8     | 78     | Michael Sheen, Rhod Gilbert und Dame Shirley Bassey                           |
| 30. November 2009 | 9     | 79     | Stephen Fry, Bill Bailey, Cesar Millan, Annie Lennox und David Gray           |
| 7. Dezember 2009  | 10    | 80     | Catherine Tate, Jimmy Carr und 50 Cent                                        |
| 14. Dezember 2009 | 11    | 81     | Robert Downey Jr., Ed Byrne und Will Young                                    |
| 21. Dezember 2009 | 12    | 82     | Compilation Show                                                              |
| 31. Dezember 2009 | 13    | 83     | Sarah Jessica Parker, Dominic West, Joan Rivers, Jedward und Sharleen Spiteri |

### Staffel 7 (2010)
| Datum          | Folge | Gesamt | Gäste                                                                |
| -------------- | ----- | ------ | -------------------------------------------------------------------- |
| 12. April 2010 | 1     | 84     | Ricky Gervais, Stephen Merchant, Christina Ricci und Pixie Lott      |
| 19. April 2010 | 2     | 85     | Toni Collette, Billie Piper, Shappi Khorsandi und Scouting for Girls |
| 26. April 2010 | 3     | 86     | Lee Mack, John Cleese, Martin Clunes und Jane Turner                 |
| 3. Mai 2010    | 4     | 87     | Jennifer Lopez, Karen Gillan, Alan Davies und Ben’s Brother          |
| 10. Mai 2010   | 5     | 88     | Brooke Shields, Miranda Hart, Jedward und The Bacon Brothers         |
| 17. Mai 2010   | 6     | 89     | Andrew Lloyd Webber, Minnie Driver, Ruth Jones und Katie Melua       |
| 24. Mai 2010   | 7     | 90     | Janet Jackson, Tyler Perry, Marcus Brigstocke und Eric Idle          |
| 31. Mai 2010   | 8     | 91     | Chris Rock, Joshua Jackson und Diana Vickers                         |
| 7. Juni 2010   | 9     | 92     | Miley Cyrus, Jack Whitehall und Usher                                |
| 14. Juni 2010  | 10    | 93     | Amanda Holden, Bill Bailey und Kelly Rowland                         |
| 21. Juni 2010  | 11    | 94     | Joanna Lumley, David Hyde Pierce, Hamish & Andy und Fyfe Dangerfield |
| 28. Juni 2010  | 12    | 95     | Anna Kournikova, Jason Manford und Katy Perry                        |

### Staffel 8 (2010/11)
| Datum             | Folge | Gesamt | Gäste                                                                                      |
| ----------------- | ----- | ------ | ------------------------------------------------------------------------------------------ |
| 22. Oktober 2010  | 1     | 96     | Maggie Gyllenhaal, Russell Howard und Charlotte Church                                     |
| 29. Oktober 2010  | 2     | 97     | Alan Sugar, Pamela Stephenson, Lee Mack und James Blunt                                    |
| 5. November 2010  | 3     | 98     | Johnny Knoxville, Joan Rivers, Catherine Tate und Pet Shop Boys                            |
| 12. November 2010 | 4     | 99     | Colin Farrell, Daniel Radcliffe, Rhod Gilbert und Rihanna                                  |
| 26. November 2010 | 5     | 100    | David Haye, Stephen Fry und Bette Midler                                                   |
| 3. Dezember 2010  | 6     | 101    | Jack Black, Miranda Hart, John Russell Waters und Justin Bieber                            |
| 10. Dezember 2010 | 7     | 102    | Barry Manilow, Katherine Jenkins, Ann Widdecombe, Sean Lock und KT Tunstall                |
| 17. Dezember 2010 | 8     | 103    | Cher, Dawn French und The Script                                                           |
| 24. Dezember 2010 | 9     | 104    | Matt Smith, Kara Tointon, Artem Chigvintsev, Matt Lucas, David Walliams und Ellie Goulding |
| 31. Dezember 2010 | 10    | 105    | Elizabeth McGovern, Louis Walsh, Alan Davies und Eliza Doolittle                           |
| 7. Januar 2011    | 11    | 106    | Keanu Reeves, Emilia Fox, Marcus Brigstocke und Imelda May                                 |
| 14. Januar 2011   | 12    | 107    | Matt LeBlanc, David Mitchell, Mary Portas und Donald Sutherland                            |
| 21. Januar 2011   | 13    | 108    | Vince Vaughn, Sarah Millican und Diddy                                                     |
| 28. Januar 2011   | 14    | 109    | Kate Hudson, Russell Kane und Tinie Tempah                                                 |
| 4. Februar 2011   | 15    | 110    | Dame Helen Mirren, Emily Blunt, Ed Byrne und The Wanted                                    |
| 11. Februar 2011  | 16    | 111    | Sigourney Weaver, Brian Cox, Sandi Toksvig und Sugarland                                   |
| 18. Februar 2011  | 17    | 112    | Ashton Kutcher, Heston Blumenthal, Greg Davies und Hurts                                   |
| 25. Februar 2011  | 18    | 113    | Matthew Fox, Diane Kruger, John Bishop und Jessie J                                        |
| 4. März 2011      | 19    | 114    | Stanley Tucci, Miriam Margolyes, Jimmy Carr und Bruno Mars                                 |
| 11. März 2011     | 20    | 115    | Liam Neeson, Bradley Cooper, Stephen Merchant, Jo Brand und Blue                           |

### Staffel 9 (2011)
| Datum          | Folge | Gesamt | Gäste                                                                           |
| -------------- | ----- | ------ | ------------------------------------------------------------------------------- |
| 15. April 2011 | 1     | 116    | David Tennant, Catherine Tate, Jon Richardson und Josh Groban                   |
| 22. April 2011 | 2     | 117    | k.d. lang, Bill Bailey und Jennifer Hudson                                      |
| 29. April 2011 | 3     | 118    | Miranda Hart, Jack Whitehall, Nico Evers-Swindell, Camilla Luddington und Adele |
| 6. Mai 2011    | 4     | 119    | Robert Pattinson, Reese Witherspoon, Shappi Khorsandi und Hugh Laurie           |
| 13. Mai 2011   | 5     | 120    | Gwyneth Paltrow, Geoffrey Rush, Jason Byrne und Lady Gaga                       |
| 20. Mai 2011   | 6     | 121    | Snoop Dogg, Cuba Gooding Jr., Elle Macpherson und CeeLo Green                   |
| 27. Mai 2011   | 7     | 122    | Bradley Cooper, Ed Helms, Alex Kingston, Rob Lowe und Aloe Blacc                |
| 3. Juni 2011   | 8     | 123    | James McAvoy, Jack Dee und Liza Minnelli                                        |
| 10. Juni 2011  | 9     | 124    | Tom Hanks, Simon Pegg und Nicole Scherzinger                                    |
| 17. Juni 2011  | 10    | 125    | Cameron Diaz, Bear Grylls, Kathy Griffin und Friendly Fires                     |
| 24. Juni 2011  | 11    | 126    | Kim Cattrall, Jessie Wallace, Lee Mack und The Saturdays                        |
| 1. Juli 2011   | 12    | 127    | Ewan McGregor, Chris O’Dowd und Example                                         |
| 8. Juli 2011   | 13    | 128    | Compilation Show                                                                |

### Staffel 10 (2011/12)
| Datum             | Folge | Gesamt | Gäste |
| ----------------- | ----- | ------ | --- |
| 21. Oktober 2011  | 1     | 129    | Kate Winslet, Jamie Bell, Rob Brydon und Noah and the Whale                                                                          |
| 28. Oktober 2011  | 2     | 130    | James McAvoy, Joanna Lumley, Nancy Dell'Olio, John Bishop und Arctic Monkeys                                                         |
| 4. November 2011  | 3     | 131    | Johnny Depp, Carey Mulligan, Ricky Gervais, Ed Byrne und Snow Patrol                                                                 |
| 11. November 2011 | 4     | 132    | Cliff Richard, Alan Sugar, Micky Flanagan und Kelly Rowland                                                                          |
| 25. November 2011 | 5     | 133    | Robin Williams, Elijah Wood, Jennifer Saunders und JLS                                                                               |
| 2. Dezember 2011  | 6     | 134    | Jessica Biel, Bradley Cooper, James Corden, Sarah Millican und Lenny Kravitz                                                         |
| 9. Dezember 2011  | 7     | 135    | Antonio Banderas, Salma Hayek, Jimmy Carr und Coldplay                                                                               |
| 16. Dezember 2011 | 8     | 136    | Jude Law, Robert Downey Jr., Alesha Dixon, Eddie Izzard und Rebecca Ferguson                                                         |
| 23. Dezember 2011 | 9     | 137    | Matt Smith, Gillian Anderson, Harry Judd, Dougie Poynter, Hilary Devey, Russell Kane und Gareth Malone und der Military Wives' Choir |
| 30. Dezember 2011 | 10    | 138    | Compilation Show |
| 6. Januar 2012    | 11    | 139    | Gerard Butler, Karen Gillan, Martin Freeman, Uggie und Noel Gallagher                                                                |
| 13. Januar 2012   | 12    | 140    | Madonna, Andrea Riseborough, James D’Arcy und Emeli Sandé                                                                            |
| 20. Januar 2012   | 13    | 141    | Kenneth Branagh, Zach Braff, Frank Skinner und Taio Cruz                                                                             |
| 27. Januar 2012   | 14    | 142    | Liam Neeson, Patrick Stewart, Alan Davies und Ed Sheeran                                                                             |
| 3. Februar 2012   | 15    | 143    | Reese Witherspoon, Alex Kingston, Reginald D. Hunter und The Musgraves                                                               |
| 10. Februar 2012  | 16    | 144    | Judi Dench, Dev Patel, Sue Perkins und Will Young                                                                                    |
| 17. Februar 2012  | 17    | 145    | Daniel Radcliffe, Cuba Gooding Jr., Omid Djalili und Sinéad O’Connor                                                                 |
| 24. Februar 2012  | 18    | 146    | Mark Wahlberg, Minnie Driver, Mark Watson und Christina Perri                                                                        |
| 2. März 2012      | 19    | 147    | John Cusack, Goldie Hawn, Marcus Brigstocke und Kasabian                                                                             |
| 9. März 2012      | 20    | 148    | Gérard Depardieu, Damian Lewis, Dominic West und Olly Murs                                                                           |
| 16. März 2012     | 21    | 149    | Hugh Grant, Joanna Page, Jo Brand und David Guetta                                                                                   |

### Staffel 11 (2012)
| Datum          | Folge | Gesamt | Gäste                                                                 |
| -------------- | ----- | ------ | --------------------------------------------------------------------- |
| 13. April 2012 | 1     | 150    | Ewan McGregor, Cate Blanchett, Michael Sheen, Matt Lucas und Keane    |
| 20. April 2012 | 2     | 151    | Mark Ruffalo, Nicki Minaj, John Bishop und Rufus Wainwright           |
| 27. April 2012 | 3     | 152    | Zac Efron, Matt LeBlanc, Lee Mack und Marina and the Diamonds         |
| 4. Mai 2012    | 4     | 153    | Julie Walters, Didier Drogba, Simon Amstell und Jessie J              |
| 11. Mai 2012   | 5     | 154    | Kristen Stewart, Stephen Mangan, Chris Rock und Engelbert Humperdinck |
| 18. Mai 2012   | 6     | 155    | Will Smith, Gary Barlow und Tom Jones                                 |
| 25. Mai 2012   | 7     | 156    | Cameron Diaz, David Attenborough, Kathy Burke und Scissor Sisters     |
| 1. Juni 2012   | 8     | 157    | Jon Hamm, Charlize Theron, Steve Coogan und Rumer                     |
| 8. Juni 2012   | 9     | 158    | Katy Perry, Ross Noble und Cheryl Cole                                |
| 15. Juni 2012  | 10    | 159    | Emily Blunt, Russell Brand und Paloma Faith                           |
| 22. Juni 2012  | 11    | 160    | will.i.am, Miriam Margolyes, Greg Davies und Adam Lambert             |
| 29. Juni 2012  | 12    | 161    | Danny DeVito, Charlotte Church, Rhod Gilbert und Fun                  |
| 6. Juli 2012   | 13    | 162    | Compilation Show                                                      |

### Staffel 12 (2012/13)
| Datum             | Folge | Gesamt | Gäste |
| ----------------- | ----- | ------ | --- |
| 19. Oktober 2012  | 1     | 163    | Arnold Schwarzenegger, Miranda Hart, Ronnie Corbett und Usher                                               |
| 26. Oktober 2012  | 2     | 164    | Daniel Craig, Dame Judi Dench, Javier Bardem und Of Monsters and Men                                        |
| 2. November 2012  | 3     | 165    | Darcey Bussell, Paul O’Grady, Felix Baumgartner, Uggie und Robbie Williams                                  |
| 9. November 2012  | 4     | 166    | Cameron Diaz, Sarah Millican und Rod Stewart                                                                |
| 23. November 2012 | 5     | 167    | Helena Bonham Carter, Michael Palin, Jack Whitehall und Michael Bublé feat. The Puppini Sisters             |
| 30. November 2012 | 6     | 168    | Jake Gyllenhaal, Jeremy Clarkson, James May, Joan Rivers und Ke$ha                                          |
| 7. Dezember 2012  | 7     | 169    | Daniel Radcliffe, Jessica Ennis, Ricky Gervais und Bruno Mars                                               |
| 14. Dezember 2012 | 8     | 170    | Martin Freeman, Dawn French, Lee Mack und Girls Aloud                                                       |
| 21. Dezember 2012 | 9     | 171    | Dustin Hoffman, Matt Smith, Jennifer Saunders, Billy Connolly und Amy MacDonald                             |
| 31. Dezember 2012 | 10    | 172    | Tom Cruise und Rosamund Pike, Hugh Jackman, Billy Crystal, Mary Berry, Paul Hollywood, John Bishop und Pink |
| 4. Januar 2013    | 11    | 173    | Josh Groban, Billie Piper, Frank Skinner und Example                                                        |
| 11. Januar 2013   | 12    | 174    | Quentin Tarantino, James McAvoy, Alan Davies und Emeli Sandé                                                |
| 18. Januar 2013   | 13    | 175    | Denzel Washington, Nicholas Hoult, Bill Bailey und Conor Maynard                                            |
| 25. Januar 2013   | 14    | 176    | Minnie Driver, Clare Balding, Stephen Merchant und The Script                                               |
| 1. Februar 2013   | 15    | 177    | Dame Helen Mirren, Paul Rudd, Leslie Mann und Little Mix                                                    |
| 8. Februar 2013   | 16    | 178    | Mark Wahlberg, Michael Fassbender, Sarah Silverman und Laura Mvula                                          |
| 15. Februar 2013  | 17    | 179    | Jeremy Renner, Gemma Arterton, Delia Smith, Matt Lucas und Rita Ora                                         |
| 22. Februar 2013  | 18    | 180    | Richard Gere, John Malkovich, Saoirse Ronan und Taylor Swift                                                |
| 1. März 2013      | 19    | 181    | Mila Kunis, Jude Law, Dame Judi Dench und Olly Murs                                                         |
| 22. März 2013     | 20    | 182    | Compilation Show                                                                                            |

### Staffel 13 (2013)
| Datum          | Folge | Gesamt | Gäste                                                                                     |
| -------------- | ----- | ------ | ----------------------------------------------------------------------------------------- |
| 5. April 2013  | 1     | 183    | Tom Cruise, Olga Kurylenko, Gerard Butler und Paramore                                    |
| 12. April 2013 | 2     | 184    | Amanda Holden, Jack Dee und Michael Bublé                                                 |
| 19. April 2013 | 3     | 185    | Gwyneth Paltrow, Mo Farah, Lee Mack und Hurts                                             |
| 26. April 2013 | 4     | 186    | Lewis Hamilton, Pedro Almodóvar, Dara Ó Briain und Alison Moyet                           |
| 3. Mai 2013    | 5     | 187    | Chris Pine, Benedict Cumberbatch, Kim Cattrall und Bonnie Tyler                           |
| 10. Mai 2013   | 6     | 188    | Alan Sugar, Olivia Colman und Hugh Laurie                                                 |
| 17. Mai 2013   | 7     | 189    | Daniel Radcliffe, Baz Luhrmann, Isla Fisher, Ed Byrne und Wretch 32                       |
| 24. Mai 2013   | 8     | 190    | Will Smith, Jaden Smith, Michael Douglas, Bradley Cooper, Heather Graham und Selena Gomez |
| 31. Mai 2013   | 9     | 191    | Jennifer Lopez, Freddie Flintoff, David Mitchell, Declan Bennett und Zrinka Cvitesic      |
| 7. Juni 2013   | 10    | 192    | Hayden Panettiere, Dan Stevens, Micky Flanagan und Robin Thicke feat. Pharrell Williams   |
| 14. Juni 2013  | 11    | 193    | Russell Crowe, Amy Adams, Henry Cavill und Katy B                                         |
| 21. Juni 2013  | 12    | 194    | Steve Carell, Kristen Wiig, Chris O’Dowd und Josh Groban                                  |
| 28. Juni 2013  | 13    | 195    | Sandra Bullock, Samuel L. Jackson, Nick Frost und Jake Bugg                               |
| 5. Juli 2013   | 14    | 196    | Compilation Show                                                                          |

### Staffel 14 (2013/14)
| Datum             | Folge | Gesamt | Gäste |
| ----------------- | ----- | ------ | --- |
| 11. Oktober 2013  | 1     | 197    | Harrison Ford, Benedict Cumberbatch, Jack Whitehall und James Blunt |
| 18. Oktober 2013  | 2     | 198    | Chris Hemsworth, Natalie Portman, Katy Perry, James Corden und Paul McCartney |
| 25. Oktober 2013  | 3     | 199    | Robert De Niro, Michelle Pfeiffer, Jennifer Saunders und Cher |
| 1. November 2013  | 4     | 200    | Dame Judi Dench, Jeremy Paxman, John Bishop und Elton John |
| 8. November 2013  | 5     | 201    | Jude Law, June Brown, Greg Davies und Lady Gaga |
| 22. November 2013 | 6     | 202    | David Tennant, Matt Smith, Emma Thompson, Jimmy Carr und Robbie Williams feat. Olly Murs |
| 29. November 2013 | 7     | 203    | Colin Farrell, Sharon Osbourne, Jeremy Clarkson, Jo Brand und Arcade Fire |
| 6. Dezember 2013  | 8     | 204    | Daniel Radcliffe, Mary Berry, Andrew Lloyd Webber, Harry Hill und Cliff Richard |
| 13. Dezember 2013 | 9     | 205    | Ben Stiller, Martin Freeman, Jamie Oliver und Rebecca Ferguson |
| 20. Dezember 2013 | 10    | 206    | Julie Walters, Len Goodman, Miranda Hart und Tinie Tempah feat. Labrinth |
| 31. Dezember 2013 | 11    | 207    | John Cleese, Michael Palin, Eric Idle, Terry Jones, Terry Gilliam, Will Ferrell, Steve Carell, Christina Applegate, Paul Rudd, David Koechner, Joan Collins, Jackie Collins, Frank Skinner und Michael Bublé |
| 3. Januar 2014    | 12    | 208    | Compilation Show |
| 10. Januar 2014   | 13    | 209    | Sylvester Stallone, Robert De Niro, Carey Mulligan, Jonah Hill und Jake Bugg |
| 17. Januar 2014   | 14    | 210    | Idris Elba, Lena Dunham, Olivia Colman und Keane |
| 24. Januar 2014   | 15    | 211    | Kenneth Branagh, Keira Knightley, Thierry Henry, Lee Mack und Katy B |
| 31. Januar 2014   | 16    | 212    | Matthew McConaughey, Julianne Moore, Alan Davies und Sheryl Crow |
| 7. Februar 2014   | 17    | 213    | Gary Oldman, Toni Collette, Nick Frost und London Grammar |
| 14. Februar 2014  | 18    | 214    | Matt Damon, Bill Murray, Hugh Bonneville und Paloma Faith |
| 21. Februar 2014  | 19    | 215    | Dominic Cooper, Miriam Margolyes und Lily Allen |
| 28. Februar 2014  | 20    | 216    | Ant & Dec, Jamie Dornan, Aaron Paul, Naomi Campbell und Ellie Goulding |

### Staffel 15 (2014)
| Datum          | Folge | Gesamt | Gäste                                                                       |
| -------------- | ----- | ------ | --------------------------------------------------------------------------- |
| 4. April 2014  | 1     | 217    | Russell Crowe, Cameron Diaz, Richard Ayoade und Kylie Minogue               |
| 11. April 2014 | 2     | 218    | Andrew Garfield, Emma Stone, Jamie Foxx und Paolo Nutini                    |
| 18. April 2014 | 3     | 219    | Juliette Binoche, Ronnie Corbett, Ricky Gervais und Imelda May              |
| 25. April 2014 | 4     | 220    | Matt LeBlanc, Seth Rogen, Zac Efron und Kaiser Chiefs                       |
| 2. Mai 2014    | 5     | 221    | Hugh Jackman, Michael Fassbender, James McAvoy und Molly Smitten-Downes     |
| 9. Mai 2014    | 6     | 222    | Brenda Blethyn, Jean Paul Gaultier, Stephen Mangan und Barry Manilow        |
| 16. Mai 2014   | 7     | 223    | Kirsten Dunst, Dawn French, Bear Grylls, Conchita Wurst und Sam Smith       |
| 23. Mai 2014   | 8     | 224    | Dame Julie Andrews, Jonah Hill, Channing Tatum und Pharrell Williams        |
| 30. Mai 2014   | 9     | 225    | Tom Cruise, Emily Blunt, Charlize Theron, Seth MacFarlane und Coldplay      |
| 6. Juni 2014   | 10    | 226    | Mark Ruffalo, Amanda Holden, Michael Sheen und Ed Sheeran                   |
| 13. Juni 2014  | 11    | 227    | Samuel L. Jackson, Keira Knightley, Jenson Button und Kasabian              |
| 20. Juni 2014  | 12    | 228    | Cheryl Cole, Don Johnson, John Bishop, Brendan O’Carroll und Chrissie Hynde |
| 27. Juni 2014  | 13    | 229    | Compilation Show                                                            |

### Staffel 16 (2014/15)
| Datum              | Folge | Gesamt | Gäste |
| ------------------ | ----- | ------ | --- |
| 26. September 2014 | 1     | 230    | Denzel Washington, Gemma Arterton, Peter Capaldi und George Ezra                                                                  |
| 3. Oktober 2014    | 2     | 231    | Hugh Grant, Emma Thompson, Luke Evans und Lenny Kravitz                                                                           |
| 10. Oktober 2014   | 3     | 232    | John Cleese, Taylor Swift, Kevin Pietersen und Neil Diamond                                                                       |
| 17. Oktober 2014   | 4     | 233    | Robert Duvall, Robert Downey Jr., Stephen Fry und U2                                                                              |
| 24. Oktober 2014   | 5     | 234    | Benedict Cumberbatch, Miranda Hart, Timothy Spall und Maroon 5                                                                    |
| 31. Oktober 2014   | 6     | 235    | Matthew McConaughey, Anne Hathaway, Lena Dunham, Micky Flanagan und Sia                                                           |
| 7. November 2014   | 7     | 236    | Dame Shirley Bassey, David Walliams, Catherine Tate, Richard Ayoade und Annie Lennox                                              |
| 21. November 2014  | 8     | 237    | Jennifer Aniston, Jason Bateman, Dame Judi Dench, Dustin Hoffman und Olly Murs                                                    |
| 28. November 2014  | 9     | 238    | Nicole Kidman, Julie Walters, Hugh Bonneville und Take That                                                                       |
| 5. Dezember 2014   | 10    | 239    | Michael Keaton, Victoria Wood, Jamie Oliver, Sir Ian McKellen und One Direction                                                   |
| 12. Dezember 2014  | 11    | 240    | Jeff Daniels, Jim Carrey, Jude Law, Tamsin Greig und Nicole Scherzinger                                                           |
| 19. Dezember 2014  | 12    | 241    | Ben Stiller, Ricky Gervais, Rebel Wilson, Danny Dyer, Jamie Foxx, Cameron Diaz und Usher                                          |
| 31. Dezember 2014  | 13    | 242    | Liam Neeson, Anna Kendrick, Eddie Redmayne, Bradley Wiggins und Conchita Wurst                                                    |
| 9. Januar 2015     | 14    | 243    | Meryl Streep, Mark Ruffalo, James McAvoy und Hozier                                                                               |
| 16. Januar 2015    | 15    | 244    | David Tennant, Olivia Colman, Harvey Weinstein und Jessie J                                                                       |
| 23. Januar 2015    | 16    | 245    | David Attenborough, Jessica Chastain, Gary Lineker, Harry Hill und McBusted                                                       |
| 30. Januar 2015    | 17    | 246    | Dame Judi Dench, Dev Patel, Sharon Horgan, Rob Delaney, Jack O’Connell und First Aid Kit                                          |
| 6. Februar 2015    | 18    | 247    | Julianne Moore, Cuba Gooding, Jr., Michael Flatley, Bill Bailey, Gregory Porter und Laura Mvula                                   |
| 13. Februar 2015   | 19    | 248    | Jamie Dornan, Julie Walters, Stephen Mangan, Charli XCX und Rita Ora                                                              |
| 16. Februar 2015   | 20    | 249    | Adam Woodyatt, Letitia Dean, Kellie Bright, Danny Dyer, June Brown, John Altman, Pam St. Clement, Shane Richie und Jessie Wallace |
| 20. Februar 2015   | 21    | 250    | Sean Penn, Celia Imrie, Ross Noble und Kelly Clarkson                                                                             |
| 27. Februar 2015   | 22    | 251    | Will Smith, Margot Robbie, Hugh Jackman, David Beckham und Noel Gallagher                                                         |
| 6. März 2015       | 23    | 252    | Jennifer Saunders, David Walliams, Cheryl Fernandez-Versini, Jack Dee und Johnny Vegas                                            |
| 20. März 2015      | 24    | 253    | Compilation Show |

### Staffel 17 (2015)
| Datum          | Folge | Gesamt | Gäste                                                                                      |
| -------------- | ----- | ------ | ------------------------------------------------------------------------------------------ |
| 10. April 2015 | 1     | 254    | Kim Cattrall, Stanley Tucci, Harry Enfield, Paul Whitehouse und Years & Years              |
| 17. April 2015 | 2     | 255    | Carey Mulligan, Noomi Rapace, Amanda Holden und Jessie Ware                                |
| 24. April 2015 | 3     | 256    | Mark Ruffalo, Jeremy Renner, Elizabeth Olsen, Josh Widdicombe und Blur                     |
| 1. Mai 2015    | 4     | 257    | Kit Harington, Matt LeBlanc, Rebel Wilson und Mumford & Sons                               |
| 8. Mai 2015    | 5     | 258    | Miranda Hart, Rupert Everett, Greg Davies und Electro Velvet                               |
| 15. Mai 2015   | 6     | 259    | Kylie Minogue, Simon Pegg, Michael McIntyre und Brandon Flowers                            |
| 22. Mai 2015   | 7     | 260    | George Clooney, Britt Robertson, Hugh Laurie, Dwayne Johnson, Jessica Hynes und Snoop Dogg |
| 29. Mai 2015   | 8     | 261    | Melissa McCarthy, Jude Law, Chris Pratt, John Bishop und Florence and the Machine          |
| 5. Juni 2015   | 9     | 262    | Samuel L. Jackson, Stephen Merchant, Amy Schumer und Muse                                  |
| 12. Juni 2015  | 10    | 263    | Mark Wahlberg, Seth MacFarlane und Cyndi Lauper                                            |
| 19. Juni 2015  | 11    | 264    | Arnold Schwarzenegger, Emilia Clarke, Jake Gyllenhaal, Cara Delevingne und Tinie Tempah    |
| 26. Juni 2015  | 12    | 265    | Lewis Hamilton, Ewan McGregor, Jack Whitehall und Rita Ora                                 |
| 3. Juli 2015   | 13    | 266    | Compilation Show                                                                           |

### Staffel 18 (2015/16)
| Datum              | Folge | Gesamt | Gäste                                                                                       |
| ------------------ | ----- | ------ | ------------------------------------------------------------------------------------------- |
| 25. September 2015 | 1     | 267    | Matt Damon, Jessica Chastain, Bill Bailey und The Weeknd                                    |
| 2. Oktober 2015    | 2     | 268    | Robert De Niro, Anne Hathaway, Kenneth Branagh, Tom Hiddleston und The Shires               |
| 9. Oktober 2015    | 3     | 269    | Meryl Streep, Carey Mulligan, Nicole Kidman, Nigella Lawson und Gabrielle Aplin             |
| 16. Oktober 2015   | 4     | 270    | Colin Farrell, Rachel Weisz, Dawn French, Chris O’Dowd und Rod Stewart                      |
| 23. Oktober 2015   | 5     | 271    | Daniel Craig, Naomie Harris, Christoph Waltz und Sam Smith                                  |
| 30. Oktober 2015   | 6     | 272    | Bradley Cooper, Sienna Miller, Dame Maggie Smith, Alex Jennings und Justin Bieber           |
| 6. November 2015   | 7     | 273    | Michael Fassbender, Kate Winslet, Julie Walters, 50 Cent und Ellie Goulding                 |
| 20. November 2015  | 8     | 274    | Tom Hanks, Peter Capaldi, David Walliams und Duran Duran                                    |
| 27. November 2015  | 9     | 275    | Benedict Cumberbatch, Johnny Depp, Daniel Radcliffe, James McAvoy und The Corrs             |
| 4. Dezember 2015   | 10    | 276    | Chris Hemsworth, Ron Howard, Lily Tomlin, Kevin Bridges sowie Blake und Dame Shirley Bassey |
| 11. Dezember 2015  | 11    | 277    | Tina Fey, Kurt Russell, Josh Widdicombe und Sia Furler                                      |
| 18. Dezember 2015  | 12    | 278    | Carrie Fisher, Daisy Ridley, John Boyega, David Beckham und Kylie Minogue                   |
| 31. Dezember 2015  | 13    | 279    | Jennifer Lawrence, Eddie Redmayne, Will Ferrell, Mark Wahlberg und Years & Years            |
| 8. Januar 2016     | 14    | 280    | Ralph Fiennes, Tracey Ullman, James Nesbitt und James Bay                                   |
| 15. Januar 2016    | 15    | 281    | Matthew Perry, Gemma Arterton, Miriam Margolyes und Jack Savoretti                          |
| 22. Januar 2016    | 16    | 282    | Ice Cube, Kevin Hart, Hugh Laurie, Olivia Colman, Sir David Attenborough und Elle King      |
| 29. Januar 2016    | 17    | 283    | Will Smith, Ryan Reynolds, Catherine Zeta-Jones, Toby Jones und Laura Mvula                 |
| 5. Februar 2016    | 18    | 284    | Ben Stiller, Owen Wilson, Penelope Cruz, Jack Black und Sir Elton John                      |
| 12. Februar 2016   | 19    | 285    | Julianne Moore, Rebel Wilson, Ant & Dec und Little Mix                                      |
| 19. Februar 2016   | 20    | 286    | Compilation Show                                                                            |

### Staffel 19 (2016)
| Datum          | Folge | Gesamt | Gäste |
| -------------- | ----- | ------ | --- |
| 25. März 2016  | 1     | 287    | Ben Affleck, Amy Adams, Henry Cavill und Pet Shop Boys                                                               |
| 1. April 2016  | 2     | 288    | Chris Hemsworth, Jessica Chastain, Kirsten Dunst, Stephen Mangan und Raleigh Ritchie                                 |
| 8. April 2016  | 3     | 289    | Dame Helen Mirren, Ewan McGregor, Eric Bana, Ricky Gervais, Kevin Costner und Meghan Trainor                         |
| 15. April 2016 | 4     | 290    | Meryl Streep, Hugh Grant, Keeley Hawes und Joe and Jake                                                              |
| 22. April 2016 | 5     | 291    | Paul Hollywood, Dame Joan Collins, Lily James, Richard Madden und DNCE                                               |
| 29. April 2016 | 6     | 292    | Paul Rudd, Martin Freeman, Seth Rogen, Maxine Peake und Birdy                                                        |
| 6. Mai 2016    | 7     | 293    | Tom Hiddleston, John Malkovich, Samuel L. Jackson und Chvrches                                                       |
| 13. Mai 2016   | 8     | 294    | Johnny Depp, Jennifer Lawrence, James McAvoy, Jack Whitehall und will.i.am feat. Pia Mia                             |
| 20. Mai 2016   | 9     | 295    | Ryan Gosling, Russell Crowe, Jodie Foster, Greg Davies, Tom Daley sowie Bright Light Bright Light und Sir Elton John |
| 27. Mai 2016   | 10    | 296    | Matt LeBlanc, Emilia Clarke, Kate Beckinsale, Dominic Cooper und Corinne Bailey Rae                                  |
| 3. Juni 2016   | 11    | 297    | Salma Hayek, Kelsey Grammer, Tamsin Greig, Rhod Gilbert und Alicia Keys                                              |
| 10. Juni 2016  | 12    | 298    | Dwayne Johnson, Jeff Goldblum, Liam Hemsworth, Nicola Adams und Tom Odell                                            |
| 17. Juni 2016  | 13    | 299    | Charlie Sheen, Melissa McCarthy, Kristen Wiig, Kate McKinnon, Leslie Jones und Christine and the Queens              |
| 24. Juni 2016  | 14    | 300    | Jennifer Saunders, Joanna Lumley, Rebel Wilson, Josh Homme und Iggy Pop                                              |
| 1. Juli 2016   | 15    | 301    | Compilation Show |

### Staffel 20 (2016/17)
| Datum              | Folge | Gesamt | Gäste |
| ------------------ | ----- | ------ | --- |
| 30. September 2016 | 1     | 302    | Daniel Radcliffe, Justin Timberlake, Anna Kendrick und Robbie Williams                                                                                               |
| 7. Oktober 2016    | 2     | 303    | Ewan McGregor, Danny DeVito, Miranda Hart, Sam Neill, John Bishop und Amber Riley                                                                                    |
| 14. Oktober 2016   | 3     | 304    | Jeremy Renner, Amy Adams, Chris O’Dowd und Niall Horan |
| 21. Oktober 2016   | 4     | 305    | Tom Cruise, Cobie Smulders, Jude Law, Catherine Tate und Kings of Leon                                                                                               |
| 28. Oktober 2016   | 5     | 306    | Benedict Cumberbatch, Eddie Redmayne, Bryan Cranston und LeAnn Rimes                                                                                                 |
| 4. November 2016   | 6     | 307    | Ben Affleck, Sir David Attenborough, Matt Smith, Claire Foy und Sting                                                                                                |
| 11. November 2016  | 7     | 308    | Rosamund Pike, Andrew Lloyd Webber, Michael McIntyre und Coldplay |
| 25. November 2016  | 8     | 309    | Tom Hanks, Joseph Gordon-Levitt, Mo Farah, Gemma Arterton und Olly Murs                                                                                              |
| 2. Dezember 2016   | 9     | 310    | Jennifer Lawrence, Chris Pratt, Jamie Oliver, will.i.am und Emeli Sandé                                                                                              |
| 9. Dezember 2016   | 10    | 311    | Carrie Fisher, Sandi Toksvig, Grayson Perry, Nadiya Hussain und Busted                                                                                               |
| 16. Dezember 2016  | 11    | 312    | Nicole Kidman, Dev Patel, Felicity Jones, Dawn French, Sir Michael Parkinson und Jack Savoretti                                                                      |
| 23. Dezember 2016  | 12    | 313    | Will Smith, Dame Helen Mirren, Naomie Harris, Martin Freeman und Katie Melua                                                                                         |
| 31. Dezember 2016  | 13    | 314    | Michael Fassbender, Marion Cotillard, James McAvoy, Frank Skinner, Laura Kenny, Jason Kenny, Gary O’Donovan, Paul O’Donovan und Pete Tong and the Heritage Orchestra |
| 6. Januar 2017     | 14    | 315    | Graham Norton's Big Red Chair Special |
| 13. Januar 2017    | 15    | 316    | Ryan Gosling, Emma Stone, Ben Affleck, Sienna Miller und Gregory Porter                                                                                              |
| 20. Januar 2017    | 16    | 317    | Matthew McConaughey, Christina Ricci, Josh Widdicombe und Ed Sheeran                                                                                                 |
| 27. Januar 2017    | 17    | 318    | Danny Boyle, Ewan McGregor, Jonny Lee Miller, Robert Carlyle, Ewen Bremner und Izzy Bizu                                                                             |
| 3. Februar 2017    | 18    | 319    | Annette Bening, Andrew Garfield, Asa Butterfield, Harriet Harman und Elbow                                                                                           |
| 10. Februar 2017   | 19    | 320    | Whoopi Goldberg, Denzel Washington, Keanu Reeves, Jamie Dornan und Rag ’n’ Bone Man                                                                                  |
| 17. Februar 2017   | 20    | 320    | Tom Hiddleston, Ruth Wilson, Ricky Gervais, Daniel Radcliffe, Joshua McGuire und Tinie Tempah                                                                        |
|                    |       | 321    | |
| 24. Februar 2017   | 21    | 322    | Hugh Jackman, Sir Patrick Stewart, Sir Ian McKellen und James Blunt                                                                                                  |
| 3. März 2017       | 22    | 323    | Compilation Show |

### Staffel 21 (2017)
| Datum          | Folge | Gesamt | Gäste |
| -------------- | ----- | ------ | --- |
| 7. April 2017  | 1     | 324    | Sir Michael Caine, Morgan Freeman, Gemma Whelan, Jack Whitehall and Take That                                     |
| 14. April 2017 | 2     | 325    | Warren Beatty, Miranda Hart, Keeley Hawes, Peter Capaldi und Jennifer Hudson                                      |
| 21. April 2017 | 3     | 326    | Brendan O’Carroll, Vicky McClure, Rob Brydon und Harry Styles                                                     |
| 28. April 2017 | 4     | 327    | Goldie Hawn, Amy Schumer, John Boyega, Orlando Bloom und Lucie Jones                                              |
| 5. Mai 2017    | 5     | 328    | Diane Keaton, Jessica Chastain, Kevin Bacon, Michael Fassbender und Gorillaz (mit Jehnny Beth und Noel Gallagher) |
| 12. Mai 2017   | 6     | 329    | Guy Ritchie, Charlie Hunnam, Billie Piper, Jason Manford und Imelda May                                           |
| 19. Mai 2017   | 7     | 330    | Nicole Kidman, Alan Cumming, Keith Urban feat. Melanie C und Sheryl Crow                                          |
| 26. Mai 2017   | 8     | 331    | Salma Hayek, David Walliams, Ed Westwick, James Buckley und Liam Payne                                            |
| 2. Juni 2017   | 9     | 332    | Tom Cruise, Annabelle Wallis, Zac Efron und Beth Ditto                                                            |
| 9. Juni 2017   | 10    | 333    | Rachel Weisz, Anthony Joshua, Greg Davies, Martin Freeman und Shawn Mendes                                        |
| 16. Juni 2017  | 11    | 334    | Mark Wahlberg, Sienna Miller, Tom Holland, Woody Harrelson, Andy Serkis und Alison Moyet                          |
| 23. Juni 2017  | 12    | 335    | Dame Judi Dench, Jamie Foxx, Kristen Wiig, Steve Carell und Haim                                                  |
| 30. Juni 2017  | 13    | 336    | Compilation Show                                                                                                  |

### Staffel 22 (2017/18)
| Datum              | Folge | Gesamt | Gäste |
| ------------------ | ----- | ------ | --- |
| 29. September 2017 | 1     | 337    | Harrison Ford, Ryan Gosling, Margot Robbie, Reese Witherspoon und Bananarama                                               |
| 6. Oktober 2017    | 2     | 338    | Kate Winslet, Idris Elba, Chris Rock und Liam Gallagher                                                                    |
| 13. Oktober 2017   | 3     | 339    | Jane Fonda, Nicole Kidman, Colin Farrell, Bryan Cranston, Matt Lucas und Niall Horan                                       |
| 20. Oktober 2017   | 4     | 340    | Hillary Clinton, Jeff Goldblum, Gerard Butler, Jack Whitehall und Gregory Porter                                           |
| 27. Oktober 2017   | 5     | 341    | Emma Thompson, Adam Sandler, Claire Foy, Cara Delevingne und Morrissey                                                     |
| 3. November 2017   | 6     | 342    | Sir Kenneth Branagh, Dame Judi Dench, Johnny Depp, Michelle Pfeiffer und Josh Gad                                          |
| 10. November 2017  | 7     | 343    | Hugh Grant, Jason Momoa, Sarah Millican und Kelly Clarkson                                                                 |
| 24. November 2017  | 8     | 344    | Will Ferrell, Mark Wahlberg, Mel Gibson, John Lithgow, Shirley Ballas und Kesha                                            |
| 1. Dezember 2017   | 9     | 345    | Sir Elton John, Carey Mulligan, Stephen Fry, Robbie Williams und Pink                                                      |
| 8. Dezember 2017   | 10    | 346    | Jessica Chastain, Dawn French, Rebel Wilson, Dwayne Johnson, Kevin Hart, Jack Black und Noel Gallagher’s High Flying Birds |
| 15. Dezember 2017  | 11    | 347    | Daisy Ridley, John Boyega, Gwendoline Christie, Mark Hamill und Sam Smith                                                  |
| 22. Dezember 2017  | 12    | 348    | Will Smith, Jenna Coleman, Jamie Oliver und Tom Chaplin                                                                    |
| 31. Dezember 2017  | 13    | 349    | Hugh Jackman, Zac Efron, Zendaya, Suranne Jones, Gary Oldman und The Leading Ladies                                        |
| 5. Januar 2018     | 14    | 350    | Graham Norton's Good Guest Guide                                                                                           |
| 12. Januar 2018    | 15    | 351    | Tom Hanks, Maisie Williams, Anthony Joshua und First Aid Kit                                                               |
| 19. Januar 2018    | 16    | 352    | Dame Helen Mirren, Liam Neeson, Jamie Dornan und Sigrid                                                                    |
| 26. Januar 2018    | 17    | 353    | Tom Cruise, Rebecca Ferguson, Henry Cavill, Simon Pegg und Paloma Faith                                                    |
| 2. Februar 2018    | 18    | 354    | Cuba Gooding Jr., Imelda Staunton, will.i.am und George Ezra                                                               |
| 9. Februar 2018    | 19    | 355    | Saoirse Ronan, Eric McCormack, Debra Messing, Rob Beckett und Keala Settle                                                 |
| 16. Februar 2018   | 20    | 356    | Margot Robbie, Allison Janney, Alicia Vikander, Daniel Kaluuya und Camila Cabello                                          |
| 23. Februar 2018   | 21    | 357    | Compilation Show |

### Staffel 23 (2018)
| Datum          | Folge | Gesamt | Gäste                                                                                                   |
| -------------- | ----- | ------ | --- |
| 6. April 2018  | 1     | 358    | Emily Blunt, John Krasinski, Tom Holland und Kylie Minogue                                              |
| 13. April 2018 | 2     | 359    | Dwayne Johnson, Naomie Harris, Martin Freeman und Roger Daltrey                                         |
| 20. April 2018 | 3     | 360    | Benedict Cumberbatch, Matt LeBlanc, Maxine Peake und Calvin Harris & Dua Lipa                           |
| 27. April 2018 | 4     | 361    | Orlando Bloom, Tamsin Greig, Stephen Merchant und SuRie                                                 |
| 4. Mai 2018    | 5     | 362    | Stephen Mangan, Emilia Fox, Johnny Vegas und Jess Glynne                                                |
| 11. Mai 2018   | 6     | 363    | Ryan Reynolds, Josh Brolin, David Beckham, Vanessa Kirby und Joan Armatrading                           |
| 18. Mai 2018   | 7     | 364    | David Tennant, Phoebe Waller-Bridge, Emilia Clarke, Gloria Estefan und Leon Bridges                     |
| 25. Mai 2018   | 8     | 365    | Chris Pratt, Bryce Dallas Howard, Jeff Goldblum und Jake Shears                                         |
| 1. Juni 2018   | 9     | 366    | Ethan Hawke, Aidan Turner, Toni Collette, Jo Brand und Liam Payne                                       |
| 8. Juni 2018   | 10    | 367    | Usain Bolt, Channing Tatum, Jennifer Saunders, Beattie Edmondson, Rob Brydon und Florence + the Machine |
| 15. Juni 2018  | 11    | 368    | Sandra Bullock, Cate Blanchett, Sarah Paulson, Rihanna, Helena Bonham Carter und Years & Years          |
| 22. Juni 2018  | 12    | 369    | Cher, Christine Baranski, Rupert Everett, Natalie Dormer und Tom Odell                                  |
| 29. Juni 2018  | 13    | 370    | Compilation Show                                                                                        |

### Staffel 24 (2018/19)
| Datum              | Folge | Gesamt | Gäste                                                                                               |
| ------------------ | ----- | ------ | --------------------------------------------------------------------------------------------------- |
| 28. September 2018 | 1     | 371    | Bradley Cooper, Lady Gaga, Jodie Whittaker, Ryan Gosling und Sir Rod Stewart                        |
| 5. Oktober 2018    | 2     | 372    | Jeff Goldblum, Rowan Atkinson, Jamie Lee Curtis, Gary Barlow und Imelda May                         |
| 12. Oktober 2018   | 3     | 373    | Whoopi Goldberg, Jamie Dornan, Rosamund Pike, Harry Connick junior und BTS                          |
| 19. Oktober 2018   | 4     | 374    | Chris Pine, Sir Michael Caine, Rami Malek, Sally Field und Christine and the Queens                 |
| 26. Oktober 2018   | 5     | 375    | Eddie Redmayne, Jude Law, Melissa McCarthy, Emma Stone und Rick Astley                              |
| 2. November 2018   | 6     | 376    | Claire Foy, Kurt Russell, David Walliams und Mumford & Sons                                         |
| 9. November 2018   | 7     | 377    | Sir Ian McKellen, Carey Mulligan, Taron Egerton und Michael Bublé                                   |
| 23. November 2018  | 8     | 378    | Nicole Kidman, Joe Lycett, Stephen Fry, Geraint Thomas und Take That                                |
| 30. November 2018  | 9     | 379    | Steve Carell, Dawn French, Michael B. Jordan, Ruth Wilson und Cheryl                                |
| 7. Dezember 2018   | 10    | 380    | Matthew McConaughey, John Cena, Hailee Steinfeld, Jamie Oliver und Mark Ronson & Miley Cyrus        |
| 14. Dezember 2018  | 11    | 381    | Jason Momoa, Dame Darcey Bussell, Bill Bailey und Little Mix                                        |
| 21. Dezember 2018  | 12    | 382    | Emily Blunt, Lin-Manuel Miranda, Ben Whishaw, Emily Mortimer und Boy George & Culture Club          |
| 31. Dezember 2018  | 13    | 383    | Olivia Colman, Catherine Tate, Nicholas Hoult, Keira Knightley, Guy Pearce und Rita Ora             |
| 4. Januar 2019     | 14    | 384    | Graham Norton's Good Story Guide                                                                    |
| 11. Januar 2019    | 15    | 385    | James McAvoy, Sarah Paulson, Richard E. Grant, Steve Coogan, John C. Reilly und Westlife            |
| 18. Januar 2019    | 16    | 386    | Laura Linney, Saoirse Ronan, Timothée Chalamet, Stephen Mangan und The 1975                         |
| 25. Januar 2019    | 17    | 387    | Dame Judi Dench, Sir Kenneth Branagh, Noomi Rapace, Greg Davies, Anthony Joshua und Claire Richards |
| 1. Februar 2019    | 18    | 388    | Chris Pratt, Elizabeth Banks, Jennifer Connelly, Paul Whitehouse und Chaka Khan                     |
| 8. Februar 2019    | 19    | 389    | Sir Patrick Stewart, Regina King, Chiwetel Ejiofor, Ricky Gervais und Jack Savoretti                |
| 15. Februar 2019   | 20    | 390    | Felicity Jones, Armie Hammer, Stephen Merchant, Rob Beckett und Calvin Harris & Rag ’n’ Bone Man    |
| 22. Februar 2019   | 21    | 391    | Compilation Show                                                                                    |

### Staffel 25 (2019)
| Datum          | Folge | Gesamt | Gäste                                                                                        |
| -------------- | ----- | ------ | -------------------------------------------------------------------------------------------- |
| 5. April 2019  | 1     | 392    | Sally Field, Bill Pullman, Keeley Hawes, Matt Lucas und The Lumineers                        |
| 12. April 2019 | 2     | 393    | Chris Hemsworth, Paul Rudd, Julianne Moore, Kit Harington und Tom Walker                     |
| 19. April 2019 | 3     | 394    | Anne Hathaway, Rebel Wilson, Jodie Comer, Daniel Radcliffe und Mabel                         |
| 26. April 2019 | 4     | 395    | Charlize Theron, Seth Rogen, Zac Efron, Matthew Broderick und The Specials                   |
| 3. Mai 2019    | 5     | 396    | Keanu Reeves, Suranne Jones, Taron Egerton, Jamie Bell, Kylie Minogue und Michael Rice       |
| 10. Mai 2019   | 6     | 397    | Will Smith, Naomi Scott, Kevin Hart, Octavia Spencer und Shakespears Sister                  |
| 17. Mai 2019   | 7     | 398    | Jack Whitehall, Gwendoline Christie, Luke Evans, Peter Crouch, David Walliams und Sam Fender |
| 24. Mai 2019   | 8     | 399    | Jessica Chastain, Michael Fassbender, Sophie Turner, James McAvoy und Taylor Swift           |
| 31. Mai 2019   | 9     | 400    | Gloria Estefan, Chris Hemsworth, David Tennant, Michael Sheen und die Jonas Brothers         |
| 7. Juni 2019   | 10    | 401    | Andrew Scott, Stephen Fry, Paloma Faith, Lee Mack und Bastille                               |
| 14. Juni 2019  | 11    | 402    | Madonna, Sir Ian McKellen, Danny Boyle, Lily James, Himesh Patel und Sheryl Crow             |
| 21. Juni 2019  | 12    | 403    | Tom Hanks, Gwyneth Paltrow, Tom Holland, Jake Gyllenhaal und Stormzy                         |
| 28. Juni 2019  | 13    | 404    | Compilation Show                                                                             |

### Staffel 26 (2019/20)
| Datum              | Folge | Gesamt | Gäste |
| ------------------ | ----- | ------ | --- |
| 27. September 2019 | 1     | 405    | Dame Helen Mirren, RuPaul, Jack Whitehall, Simon Reeve und Alphabeat                                                     |
| 4. Oktober 2019    | 2     | 406    | Renée Zellweger, Sir Lenny Henry, Louis Theroux, Andrew Ridgeley und Elbow                                               |
| 11. Oktober 2019   | 3     | 407    | Robert De Niro, Sienna Miller, Paul Rudd, Bruce Springsteen und James Blunt                                              |
| 18. Oktober 2019   | 4     | 408    | Arnold Schwarzenegger, Linda Hamilton, Debbie Harry, Nadiya Hussain und DJ Spoony's Garage Classical feat. The Sugababes |
| 25. Oktober 2019   | 5     | 409    | Regina King, Emilia Clarke, Ross Noble, Jason Momoa und Camila Cabello                                                   |
| 1. November 2019   | 6     | 410    | Dame Julie Andrews, Jennifer Aniston, Reese Witherspoon, Sir Ian McKellen und Dua Lipa                                   |
| 8. November 2019   | 7     | 411    | Olivia Colman, Helena Bonham Carter, Chadwick Boseman, Richard Ayoade, Anne, Lady Glenconner und Niall Horan             |
| 22. November 2019  | 8     | 412    | Elizabeth Banks, Ricky Gervais, Lewis Hamilton und Kylie Minogue                                                         |
| 29. November 2019  | 9     | 413    | Hillary Clinton, Chelsea Clinton, Jamie Oliver, David Mitchell und Kesha                                                 |
| 6. Dezember 2019   | 10    | 414    | Dwayne Johnson, Kevin Hart, Jodie Whittaker, Sir Michael Palin und Harry Styles                                          |
| 13. Dezember 2019  | 11    | 415    | Dame Judi Dench, Jennifer Hudson, Matthew McConaughey, Hugh Grant, Michael Bublé und Coldplay                            |
| 20. Dezember 2019  | 12    | 416    | Henry Cavill, Ruth Jones, Rob Brydon, Daisy Ridley und Robbie Williams                                                   |
| 31. Dezember 2019  | 13    | 417    | Tom Hanks, Matthew Rhys, Motsi Mabuse, Florence Pugh, Stephen Graham, Anthony Joshua und Melanie C feat. Sink the Pink   |
| 3. Januar 2020     | 14    | 418    | Graham Norton's Good Show Business Guide                                                                                 |
| 10. Januar 2020    | 15    | 419    | Miriam Margolyes, Daniel Radcliffe, Alan Cumming, Sharon Horgan und Craig David                                          |
| 17. Januar 2020    | 16    | 420    | Sir Patrick Stewart, Michael B. Jordan, Jamie Foxx, Jennifer Saunders und Michael Kiwanuka                               |
| 24. Januar 2020    | 17    | 421    | Robert Downey Jr., Dame Emma Thompson, Hugh Laurie, Terry Gilliam und Sara Bareilles                                     |
| 31. Januar 2020    | 18    | 422    | Margot Robbie, Daniel Kaluuya, Jodie Turner-Smith, Jim Carrey und Lewis Capaldi                                          |
| 7. Februar 2020    | 19    | 423    | Mark Ruffalo, David Schwimmer, Nick Mohammed, Tamsin Greig und Alicia Keys                                               |
| 14. Februar 2020   | 20    | 424    | Justin Timberlake, Anna Kendrick, Oti Mabuse, Alan Carr und Sam Smith                                                    |
| 21. Februar 2020   | 21    | 425    | Compilation Show |

### Staffel 27 (2020)
| Datum          | Folge | Gesamt | Gäste                                                                                                   |
| -------------- | ----- | ------ | --- |
| 10. April 2020 | 1     | 426    | Michael Bublé, Martin Freeman, Daisy Haggard, Michael Sheen, Dame Judi Dench und Celeste                |
| 17. April 2020 | 2     | 427    | Sir Patrick Stewart, Sunny Ozell, Thandie Newton, Ricky Gervais und Christine and the Queens            |
| 24. April 2020 | 3     | 428    | Chris Hemsworth, Richard E. Grant, Phoebe Waller-Bridge, Joe Lycett und Jessie Ware                     |
| 1. Mai 2020    | 4     | 429    | Jeff Goldblum, Imelda Staunton, Jim Carter, Louis Theroux, Lior Suchard und Mabel                       |
| 8. Mai 2020    | 5     | 430    | Stanley Tucci, Sandra Oh, Rob Beckett, Romesh Ranganathan, Oti Mabuse und Marius Iepure                 |
| 15. Mai 2020   | 6     | 431    | Will Ferrell, Miranda Hart, Mark Ruffalo, Paul Mescal, Daisy Edgar-Jones, Will Ferrell und Billy Porter |
| 22. Mai 2020   | 7     | 432    | Katy Perry, Steve Carell, Dakota Johnson, Alan Carr und John Legend                                     |
| 29. Mai 2020   | 8     | 433    | Lady Gaga, Chris Evans, Michelle Dockery, Josh Gad, Michaela Coel und Niall Horan                       |
| 5. Juni 2020   | 9     | 434    | Compilation Show                                                                                        |

Aufgrund der COVID-19-Pandemie hatten die ersten vier Folgen der 27. Staffel nur eine Laufzeit von 30 Minuten und die Staffel umfasste insgesamt nur neun Folgen. Norton interviewte dabei seine per Video zugeschalteten Gäste aus seinem Zuhause.

### Staffel 28 (2020/21)
| Datum             | Folge | Gesamt | Gäste |
| ----------------- | ----- | ------ | --- |
| 2. Oktober 2020   | 1     | 435    | Lolly Adefope, Rupert Everett, Sara Pascoe, Dolly Parton, Riz Ahmed und Róisín Murphy                                                  |
| 9. Oktober 2020   | 2     | 436    | Ashley Banjo, Shirley Ballas, Frank Skinner, Ewan McGregor und Miley Cyrus                                                             |
| 16. Oktober 2020  | 3     | 437    | Freddie Flintoff, Arsène Wenger, Dawn French, Samuel L. Jackson, LaTanya Richardson Jackson und Michael Kiwanuka                       |
| 23. Oktober 2020  | 4     | 438    | Mawaan Rizwan, Dame Kristin Scott Thomas, Stephen Mangan, Bruce Springsteen, Matthew McConaughey und Sam Smith                         |
| 20. Oktober 2020  | 5     | 439    | Frank Gardner, Jessie Buckley, David Walliams, Bill Bailey, Octavia Spencer und Dermot Kennedy                                         |
| 6. November 2020  | 6     | 440    | Nicola Adams, Josh O’Connor, Emma Corrin, Nicole Kidman, Jason Manford und Kylie Minogue                                               |
| 20. November 2020 | 7     | 441    | Nigella Lawson, Hugh Grant, Romesh Ranganathan, Tina Fey, Amy Adams und Dua Lipa                                                       |
| 27. November 2020 | 8     | 442    | Tim Peake, Nadiya Hussain, Richard Osman, Mariah Carey und Gary Barlow                                                                 |
| 4. Dezember 2020  | 9     | 443    | Nina Sosanya, Stephen Fry, Tom Allen, Jamie Oliver, Amanda Seyfried, Michael J. Fox und Dolly Parton                                   |
| 11. Dezember 2020 | 10    | 444    | Nicola Coughlan, Jennifer Saunders, Lee Mack, Claudia Winkleman, Gal Gadot, Tessa Thompson und McFly                                   |
| 18. Dezember 2020 | 11    | 445    | Michael Sheen, David Tennant, Daisy May Cooper, Vanessa Kirby, George Clooney, Viola Davis und Michael Ball and Alfie Boe              |
| 31. Dezember 2020 | 12    | 446    | Jamie Dornan, Emily Blunt, Nish Kumar, Hugh Fearnley-Whittingstall, Jessica Chastain, Tom Hanks und Sophie Ellis-Bextor                |
| 8. Januar 2021    | 13    | 447    | Olly Alexander, David Mitchell, Mel Giedroyc, Anya Taylor-Joy, Jimmy Fallon, Regina King und Yungblud                                  |
| 15. Januar 2021   | 14    | 448    | Daniel Sloss, Keeley Hawes, Noel Clarke, Rebel Wilson, Ant Middleton, M. Night Shyamalan und Jake Bugg                                 |
| 22. Januar 2021   | 15    | 449    | James Norton, Carey Mulligan, Ian Wright, Neil Patrick Harris, Camille Cottin und Celeste                                              |
| 29. Januar 2021   | 16    | 450    | Andi Osho, Billie Piper, James Nesbitt, Sam Neill und Sir Tom Jones                                                                    |
| 5. Februar 2021   | 17    | 451    | Alan Carr, Felicity Kendal, Regé-Jean Page, Siobhan McSweeney, Dave Grohl und Jessie Ware                                              |
| 12. Februar 2021  | 18    | 452    | Adrian Lester, Sienna Miller, Rachel Parris, Marcus Brigstocke, Daniel Kaluuya, Mayim Bialik und Arlo Parks                            |
| 19. Februar 2021  | 19    | 453    | Judi Love, Gordon Ramsay, Gareth Thomas, Rosamund Pike, Hugh Bonneville und Ella Henderson and Tom Grennan                             |
| 26. Februar 2021  | 20    | 454    | Kingsley Ben-Adir, Stanley Tucci, Aisling Bea, Kate Winslet, Orlando Bloom und Silk City feat. Ellie Goulding                          |
| 5. März 2021      | 21    | 455    | Vicky McClure, Adrian Dunbar, Daisy Ridley, Chiwetel Ejiofor, Bryan Cranston und Imelda May feat. Shola Mos-Shogbamimu and Gina Martin |
| 12. März 2021     | 22    | 456    | Leonie Elliott, Nick Jonas, Rob Beckett, Amy Poehler, Jennifer Garner und Tom Odell                                                    |
| 26. März 2021     | 23    | 457    | Cush Jumbo, Deborah Meaden, Rob Brydon, Tahar Rahim, Micheál Richardson, Liam Neeson und Laura Mvula                                   |
| 2. April 2021     | 24    | 458    | Nick Mohammed, Frank Skinner, David Schwimmer, Octavia Spencer, Melissa McCarthy und Michelle Visage and Steps                         |
| 16. April 2021    | 25    | 459    | Felicity Jones, Tom Cruise, John Bishop, Wunmi Mosaku, Miles Teller, Jennifer Connelly und Years & Years                               |
| 23. April 2021    | 26    | 460    | Compilation Show 1 |
| 30. April 2021    | 27    | 461    | Compilation Show 2 |

### Staffel 29 (2021/22)
| Datum              | Folge   | Gesamt | Gäste |
| ------------------ | ------- | ------ | --- |
| 24. September 2021 | 1       | 462    | Daniel Craig, Léa Seydoux, Lashana Lynch, Rami Malek und Ed Sheeran                                                            |
| 1. Oktober 2021    | 2       | 463    | Dave Grohl, Kadeena Cox, Sophie Ellis-Bextor, Greg Davies und Jack Savoretti & Nile Rodgers                                    |
| 8. Oktober 2021    | 3       | 464    | Andie MacDowell, Jodie Comer, Billy Porter, Daisy Haggard und Texas                                                            |
| 15. Oktober 2021   | 4       | 465    | Jodie Whittaker, Dame Eileen Atkins, Tom Daley, Sir Lenny Henry, Sir Billy Connolly und Coldplay                               |
| 22. Oktober 2021   | 5       | 466    | Eddie Redmayne, Jessie Buckley, Motsi Mabuse, Stephen Merchant, Sir Ian McKellen und Sir Elton John & Charlie Puth             |
| 29. Oktober 2021   | 6       | 467    | Dame Judi Dench, Jamie Dornan, Salma Hayek, Tinie, Barack Obama, Bruce Springsteen und Jesy Nelson                             |
| 5. November 2021   | 7       | 468    | Paul Rudd, Miriam Margolyes, Ron Howard, Stephen Fry, Halle Berry und Gregory Porter                                           |
| 12. November 2021  | 8       | 469    | Lady Gaga, Adam Driver, Nadiya Hussain, Josh Gad und Sir Rod Stewart                                                           |
| 26. November 2021  | 9       | 470    | Will Smith, Richard Osman, Rosie & Chris Ramsey, Lin-Manuel Miranda und Yola                                                   |
| 3. Dezember 2021   | 10      | 471    | Henry Cavill, Tom Holland, Zendaya, Gugu Mbatha-Raw und Little Mix                                                             |
| 10. Dezember 2021  | 11      | 472    | Olivia Colman, Cynthia Erivo, Jack Whitehall, Keanu Reeves und Rag ’n’ Bone Man                                                |
| 17. Dezember 2021  | 12      | 473    | Dame Joan Collins, Stanley Tucci, Jamie Oliver, Romesh Ranganathan und Joy Crookes                                             |
| 31. Dezember 2021  | Special | 474    | New Year's Eve Show: Claire Foy, Peter Dinklage, Michael Sheen, Cush Jumbo, Joe Lycett, Jessica Chastain und The Divine Comedy |
| 7. Jänner 2022     | 13      | 475    | Martin Freeman, Nina Sosanya, Josh Widdicombe, Denzel Washington und James Morrison                                            |
| 14. Jänner 2022    | 14      | 476    | Cate Blanchett, Ant & Dec, Ricky Gervais und Elvis Costello & The Imposters                                                    |
| 21. Jänner 2022    | 15      | 477    | Sir Kenneth Branagh, Vicky McClure, Rachel Zegler, Rose Matafeo und Emeli Sandé                                                |
| 28. Jänner 2022    | 16      | 478    | Pedro Almodóvar, James McAvoy, Nicôle Lecky, Penélope Cruz und Ella Henderson                                                  |
| 04. Februar 2022   | 17      | 479    | Courteney Cox, Minnie Driver, Taron Egerton, Ariana DeBose, Uma Thurman und Lola Young                                         |
| 11. Februar 2022   | 18      | 480    | Adele, Dame Helen Mirren, Jim Broadbent, Golda Rosheuvel und George Ezra                                                       |
| 18. Februar 2022   | 19      | 481    | Andrew Garfield, Dawn French, Johannes Radebe, Rob Beckett, Channing Tatum und Natalie Imbruglia                               |
| 25. Februar 2022   | 20      | 482    | Benedict Cumberbatch, RuPaul, Daisy Edgar-Jones, Diane Morgan und Regard x Years & Years                                       |

### Staffel 30 (2022/23)
| Datum              | Folge | Gesamt | Gäste                                                                                             |
| ------------------ | ----- | ------ | ------------------------------------------------------------------------------------------------- |
| 30. September 2022 | 1     | 485    | Jamie Lee Curtis, Lydia West, David Tennant, Eric Idle und Robbie Williams                        |
| 7. Oktober 2022    | 2     | 486    | Hugh Bonneville, Lesley Manville, Lashana Lynch, Big Zuu und Sam Ryder                            |
| 14. Oktober 2022   | 3     | 487    | Kate Hudson, Edward Enninful, Elizabeth Banks, Brendan Gleeson, Colin Farrell and Self Esteem     |
| 21. Oktober 2022   | 4     | 488    | Geena Davis, Stephen Graham, Motsi Mabuse und Stormzy                                             |
| 28. Oktober 2022   | 5     | 489    | Bono, Taylor Swift, Eddie Redmayne, Alex Scott und Lady Blackbird                                 |
| 4. November 2022   | 6     | 490    | Paul Mescal, Emma Corrin, Richard Ayoade, Winston Duke, Michaela Coel und Loyle Carner            |
| 11. November 2022  | 7     | 491    | Bruce Springsteen, Anya Taylor-Joy, Anna Maxwell Martin, Mo Gilligan und Florence and the Machine |
| 25. November 2022  | 8     | 492    | Daniel Craig, Fleur East, Clive Myrie, Sir Ian McKellen, John Bishop und Charlie Puth             |
| 2. Dezember 2022   | 9     | 493    | George Takei, Dame Kristin Scott Thomas, Jamie Oliver, Claudia Winkleman und First Aid Kit        |
| 9. Dezember 2022   | 10    | 494    | Kate Winslet, Sir Lenny Henry, Nadiya Hussain, Jack Whitehall und Olly Murs                       |
| 16. Dezember 2022  | 11    | 495    | Tom Hanks, Naomi Ackie, Suranne Jones, Richard Osman und Rina Sawayama                            |